# Franck Sauzée
Franck Sauzée (født 28. oktober 1965 i Aubenas, Frankrig) er en fransk tidligere fodboldspiller, der spillede som midtbanespiller. Han var på klubplan tilknyttet blandt andet Sochaux, Olympique Marseille og RC Strasbourg i hjemlandet, samt skotske Hibernian F.C. Med Marseille var han med til at vinde tre franske mesterskaber, én Coupe de France-titel, samt UEFA Champions League i 1993. Hos Monaco blev det også til en enkelt Coupe de France-titel.
Sauzée blev desuden noteret for 39 kampe og ni scoringer for Frankrigs landshold. Han deltog ved EM i 1992 i Sverige.
Efter at have afsluttet sin aktive karriere var Sauzée fra 2001 til 2002 træner for sin sidste klub som aktiv, Hibernian F.C..

## Titler
Ligue 1
- 1989, 1990 og 1992 med Olympique Marseille

Coupe de France
- 1989 med Olympique Marseille
- 1991 med AS Monaco